# Bernard Bihain
Pour la commune belge, voir Bihain.
Bernard Bihain, né le 26 mars 1958 à Nadrin (Belgique), est un scientifique belge, co créateur et PDG de la société de biotechnologie Genclis SA. À la fin des années 1990, il est au centre d'une polémique de fraude scientifique bénéficiant d'une large couverture médiatique et aboutissant à un non-lieu pour l'accusation de fraude scientifique pour laquelle la justice ne put prouver les éléments matériels dénoncés par certains de ses collaborateurs.

## Biographie

### Carrière universitaire
En 1984, Bernard Bihain obtient son doctorat de médecine et remporte le prix de la Recherche médicale de l’Université libre de Bruxelles (ULB).
En 1988, Bernard Bihain démontre que l’usage d’une émulsion lipidique titrée à 10 % est beaucoup plus toxique pour les prématurés que l’usage d’une même émulsion titrée à 20 %. Cette découverte est prise en compte par le corps médical et les usages nutritionnels à destination des prématurés sont modifiés. Il est post-doctorant à l’université Columbia de New York et découvre le rôle régulateur des acides gras libres sur le métabolisme lipoprotéique. Il fait également la découverte du Lypolysis Stimulated Receptor (LSR),.
En 1990, Bernard Bihain découvre le rôle régulateur des acides gras libres sur le métabolisme lipoprotéique et particulièrement la lipoprotéine lipase établissant un premier lien moléculaire entre métabolisme énergétique et le système de transport des lipides. Il poursuit ce travail en démontrant le rôle inhibiteur des acides gras libres sur l’activité du récepteur des LDL . C’est dans ce contexte qu’il découvre un récepteur activé par les acides gras libres le Lipolysis stimulated receptor (LSR) ,. L’existence d’un second récepteur des lipoprotéines était suspecté de longue date avait déjà fait l’objet de nombreuses tentatives infructueuses de caractérisation moléculaire. Bernard Bihain décrira les différentes propriétés du LSR ,,, pour aboutir au clonage du gène en 1998 et à la caractérisation de sa structure multimérique,. Le rôle physiologique du LSR sera définitivement établi et confirmé en 2008 ,.
En 1991, il poursuit ses travaux sur le LSR à l'Université d'État de Louisiane. Il arrive finaliste du Young Investigator Award de l’American Heart Association (Anaheim, Californie).
En 1992, il devient Directeur d’Unité de l’INSERM et crée l’Unité 391 à Rennes en 1994. Il est accompagné par sa femme, Pascale Bihain, qui devient responsable administrative de l'Unité. L'unité sera dissoute par l'Inserm en 1998 à la suite de la polémique de fraude scientifique, dite "affaire Bihain". Il conserve son titre de Directeur de recherche Inserm. 
À la fin des années 1990, en collaboration avec Harvey Lodish (du MIT), il fait la découverte de la Famoxine, la première molécule à visée thérapeutique qui pourrait être utilisée pour traiter des maladies telles que le diabète ou l’obésité.

### Carrière entrepreneuriale
En 2004, Bernard Bihain cocrée la société Genclis avec Virigine Ogier et Sandrine Jacquenet, et en devient PDG. La société développe un test d'allergie à l’arachide, qui sera commercialisé par Phadia à partir de 2006. 
En 2006, Genclis participe à la création de la société Posifit (2006), et devient membre du Groupement d'intérêt économique Nancyclotep.
En 2007, Bernard Bihain encadre une thèse intitulée "Infidélité de transcription et carcinogenèse. Analyse bioinformatique et preuves de concept biologiques". La société Genclis dépose un brevet sur l’infidélité non-aléatoire[Quoi ?] de la  transcription de l’ADN, et exploite alors cette découverte dans le but de développer des tests diagnostiques en oncologie.
En 2011, Genclis attaque en justice l'entreprise Phadia pour contrefaçon.
En 2013, il développe la division vétérinaire de Genclis, Galileo Diagnostics by Genclis, et place à sa direction Pascale Bihain.

### Carrière politique
En 2015, en sa qualité de directeur de recherche à l’Inserm, il est membre du comité de pilotage du rapport au nom de l’Office parlementaire d'évaluation des choix scientifiques et technologiques, sur "Les enjeux et les perspectives de l'épigénétique dans le domaine de la santé".

## Polémiques

### Polémique de fraude scientifique
En 1997, il est au centre d'un soupçon de fraude scientifique, dit affaire du gène de l'obésité, pour des travaux universitaires dirigés au sein de l'unité de recherches 391 de l'INSERM de Rennes et liés par un accord de recherche à la société de biotechnologie Genset. La polémique a notamment été couverte à l'époque par la revue scientifique Nature
et plus récemment par le journaliste scientifique Nicolas Chevassus-au-Louis
.
Succinctement, des membres de l'unité de recherches 391 rapportent à la présidence de l'université de Rennes ce qui constitue selon eux des dérives scientifiques de la part de leur directeur d'unité, Bernard Bihain. Une commission d'enquête est constituée par le directeur de cabinet du ministère de la Recherche et des Nouvelles technologies. À la vue des premiers témoignages recueillis, la commission conclut dans un premier temps à la nécessité d'approfondir l'enquête en s'appuyant sur des experts scientifiques du même champ de discipline que celui de l'unité 391. Cette conclusion ne sera cependant pas suivie d'actes et l'affaire est close.
L'année suivante, le comité d'Hygiène et sécurité de Rennes 1 formule de sévères critiques vis-à-vis du management humain et matériel en place au sein de l'unité 391. L'unité 391 est fermée par l'Inserm en août 1998, avant toute ouverture d'une nouvelle enquête
. Bernard Bihain devient directeur du laboratoire Genset à San Diego.
En décembre 1998, le président de l'université de Rennes 1 rapporte au parquet de Rennes les soupçons de "faux et usages de faux" concernant un graphique utilisé dans des soumissions d'une publication et d'un brevet relatives à la période d'activité de l'unité 391. En 2003, l'information judiciaire conduite par le tribunal de Rennes déclare un non-lieu pour ce qui était 
« essentiellement d'une controverse de nature scientifique, née entre chercheurs s'opposant sur des calculs, des interprétations de données brutes, des problèmes d'étalonnage, etc.[...] Il n'est pas établi que Bernard Bihain ait, tant dans le rapport quadriennal que dans le dépôt de brevet, altéré frauduleusement la vérité [...]. Il apparaît manifeste que le litige entre Bernard Bihain et ceux qui le mettent en cause apparaît essentiellement se situer sur le terrain de la rigueur scientifique mais pas sur celui du faux au sens de l'article 441-1 du code pénal.»,
Il publie dans le journal scientifique Nature l'article "Need for a court to rule on patents and misconduct"  demandant aux journalistes de vérifier leurs sources tel que cela est imposé par les revues scientifiques.